# 岡崎涼太
岡崎 涼太（おかざき りょうた、1998年8月22日 - ）は、高知県生まれの競技麻雀のプロ雀士。日本プロ麻雀連盟所属。団体内の段位は三段。

## 獲得タイトル
- 麻雀最強戦2021「男子プロ最強新世代」優勝[3]
- 麻雀最強戦2022「男子プロ因縁の抗争」優勝[4]

## 出演

### 映画
- 麻雀最強戦 the movie（2022年11月18日公開、マグネタイズ）監督:原澤遊風[5]